# Luc de Jérusalem
 (janvier 2012).
Si vous disposez d'ouvrages ou d'articles de référence ou si vous connaissez des sites web de qualité traitant du thème abordé ici, merci de compléter l'article en donnant les références utiles à sa vérifiabilité et en les liant à la section « Notes et références ».
Luc fut un martyr, tué en 1277 certainement à Jérusalem. Canonisé par l’Église orthodoxe, il est considéré comme martyre et Saint et fêté le 12 février dans la liturgie orthodoxe.

## sources
- https://drevo-info.ru/articles/9162.html